# Brîkun, Peremîșleanî
Brîkun (în ucraineană Брикун) este un sat în comuna Vovkiv din raionul Peremîșleanî, regiunea Liov, Ucraina.

## Demografie
Componența lingvistică a localității Brîkun
     Ucraineană (98,89%)
     Rusă (1,11%)
Conform recensământului din 2001, majoritatea populației localității Brîkun era vorbitoare de ucraineană (98,89%), existând în minoritate și vorbitori de rusă (1,11%).